# 分散並行性制御
分散並行性制御（ぶんさんへいこうせいせいぎょ）とはコンピュータネットワーク上に分散されたシステムの並行性制御である。
データベースシステムやトランザクション処理(トランザクション管理)において、分散並行性制御は主に分散データベースの並行性制御を指す。また、マルチデータベース(あるいは、他のマルチトランザクショナルオブジェクト、例として、連合データベース、グリッドコンピューティング、クラウドコンピューティング環境。グローバル並行性制御を参照)の環境も指す。分散並行性制御の主な目標の一つに(分散)直列化可能性(あるいはマルチデータベースシステムの場合グローバル直列化可能性)がある。分散並行性制御は集中化されたものとは異なる課題があり、これは主に通信およびコンピュータのレイテンシによる。この場合、スイッチドファブリックのような低レイテンシかつ高速なネットワーク(例えばInfiniBand)における分散ロックマネージャのような特殊な技術が必要となる。コミットメント順序付けは一般的な直列化可能性の技術であり、これにより効率的に大規模な分散直列化可能性(そして特にグローバル直列化可能性)を実現することができる。また、他の直列化可能性の技術に特有な性能低下を回避することができる。